# Satyrium fibeckii
Satyrium fibeckii är en orkidéart som beskrevs av Phiri. Satyrium fibeckii ingår i släktet Satyrium och familjen orkidéer. Inga underarter finns listade i Catalogue of Life.